# Brønderslev
Brønderslev est une commune du Danemark, située dans la région du Jutland du Nord ; c’est également le nom de son chef-lieu. À sa création, en juin 2005, à la suite de la réforme communale dite de 2007, elle a été connue un temps sous le nom de Brønderslev-Dronninglund — étant le résultat de la fusion des anciennes communes de Brønderslev et Dronninglund. Le conseil municipal a cependant décidé de la renommer, le 18 janvier 2007.
Elle comptait 36 614 habitants en 2024, pour une superficie de 633,10 km2.

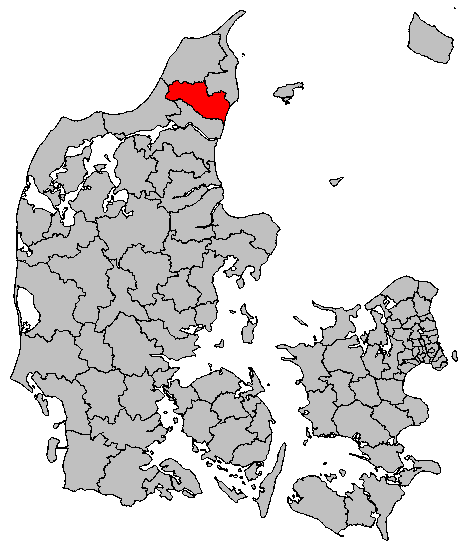
La commune de Brønderslev.

## Démographie
| Localité          | Population (2024) |
| ----------------- | ----------------- |
| Brønderslev       | 12 842            |
| Hjallerup         | 4 387             |
| Dronninglund      | 3 572             |
| Asaa              | 1 109             |
| Øster Brønderslev | 976               |
| Klokkerholm       | 882               |
| Jersle            | 843               |
| Flauenskjold      | 673               |
| Agersted          | 541               |
| Serritslev        | 484               |
| Hallund           | 287               |
| Thise             | 248               |
| Stenum            | 239               |

## Politique

### Conseil municipal
| Élection | Parti | Parti | Parti | Parti | Parti | Parti | Parti | Parti | Parti | Parti | Participation | Bourgmestre          |
| Élection | A     | C     | D     | F     | I     | J     | O     | V     | Æ     | Ø     | Participation | Bourgmestre          |
| -------- | ----- | ----- | ----- | ----- | ----- | ----- | ----- | ----- | ----- | ----- | ------------- | -------------------- |
| 2005     | 10    | 1     |       | 1     |       | 3     | 1     | 13    |       |       | 72,7 %        | Mikael Klitgaard (V) |
| 2009     | 11    | 1     |       | 3     |       |       | 1     | 11    |       |       | 70,1 %        | Lene Hansen (A)      |
| 2013     | 9     | 2     |       | 1     |       | 2     | 1     | 11    |       | 1     | 75,66 %       | Mikael Klitgaard (V) |
| 2017     | 11    | 2     |       |       |       | 2     | 2     | 10    |       |       | 72,82 %       | Mikael Klitgaard (V) |
| 2021     | 8     | 2     | 1     | 1     |       | 1     | 1     | 12    |       | 1     | 69,94 %       | Mikael Klitgaard (V) |
| Actuel   | 8     | 2     | 1     | 1     | 1     | 1     |       | 11    | 1     | 1     | 69,94 %       | Mikael Klitgaard (V) |